# Литвинов, Степан Васильевич
Степан Васильевич Литвинов (1785, Барнаул — 7 декабря 1843, там же) — русский изобретатель, теплоэнергетик, паротехник, автор проектов паровых машин, содержащих ряд новаторских элементов, вошедших в практику теплотехники лишь в XX веке (ступенчатое испарение, прямоточные котлоагрегаты, регенерация тепла).
Создал роторную воздуходувку с непрерывной подачей воздуха в печи (1805) и «двоедувный мех», который можно считать прототипом поршневого компрессора двойного действия (1817). В 1817—1827 годах сконструировал паросиловые установки, в которых впервые предложил ряд прогрессивных решений: прямоточный котлоагрегат, пароперегреватель, двухступенчатое парообразование и др.

## Биография
Родился в семье скромных канцелярских служащих. С 12 лет начал службу писарем в канцелярии Колывано-Воскресенских заводов, позднее работал на Нерчинских заводах. Литвинов увлёкся механикой, пробовал себя в деле и как начинающий изобретатель обратил на себя внимание начальника заводов В. С. Чулкова. В 1805 году был направлен на обучение в Петербургскую Академию наук, но не получил места, возможно, из-за недостатка общего образования. Тогда по распоряжению Чулкова, Литвинова за казённый счёт определи на четыре года на петербургские и ближайшие к столице заводы «для практического усовершенствования в механике, делания описаниев и чертежей». Здесь он создал роторную воздуходувку с непрерывной подачей воздуха в печи (1805), которую построили в 1815 году на заводе в Алтае, и которая обслуживала воздуходувную установку некоторое время. В 1809 году Литвинов успешно окончил обучение и по предписанию Кабинета получил назначение в шихтмейстеры, был направлен на Петровский железоделательный завод Нерчинского горного округа «для строения паровой машины».
В 1817 году Литвинов создал «двоедувный мех», который можно считать прототипом поршневого компрессора двойного действия. Первым в мировой практике изобрёл в 1817 году в Петровском Заводе монокомпаунд-машину двойного действия. В 1820 году это изобретение высоко оценили в Санкт-Петербурге, но в производство не внедряли. В 1817—1827 годах он сконструировал теплосиловую установку, в проекте которой впервые в мире была выдвинута идея использования отработанного тепла. Идеи, применённые в проектах энергоустановок С. В. Литвинова, почти на столетие опередили их применение на практике. Такой разрыв во времени можно объяснить тем, что в окончательном виде 1-й и 2-й законы термодинамики были сформулированы только к середине XIX века. Анализ хронологии открытия этих законов и интуитивных поисков конструкций изобретателей паровых машин убедительно свидетельствуют о гениальных прозрениях участников этого процесса.
С. В. Литвинов предложил перестроить Петровский завод и заменить ручной подневольный труд на машинный: установить две доменные печи, паровые и другие машины, станки. Также он считал полезным установить фиксированные производственные нормы выработки, сдельную оплату труда и сверхурочные работы оплачивать в тройном размере. В 1818 году завод пришёл в полный упадок, и предложения Литвинова принялись к сведению. Его обременили множеством обязанностей по переустройству завода, одновременно приказали строить паровую машину для Шилкинского завода, вододействующее колесо для Петровского завода.
Первые после И. И. Ползунова попытки строить паровые машины на алтайских рудниках относятся к началу 1790-х годам. 14 июля 1820 года Литвинов подал на рассмотрение начальству проект оригинальной паровой машины, отличающейся от европейских конструкций. Проект был передан на изучение в Кабинет ЕИВ, так как император в это время являлся владельцем Нерчинских заводов. Нерчинское горное начальство не смогло создать нужных условий для деятельности Литвинова в области создания паровых двигателей и требовало от Кабинета прислать новых механиков широкой квалификации.
19 июля 1825 года Литвинова назначили начальником Петровского завода. В 1827 году Литвинова арестовали по ложному доносу, в связи с недонесением на незаконные действия политического характера бывшего управляющего завода Нестерова. В результате Литвинов долгое время находился под следствием, сидел в тюрьме. Семья осталась без средств к существованию, жена умерла, сгорел дом и всё имущество. 14 августа 1829 года по приговору комиссии военного суда Литвинова лишили чинов и отдали в горные работники на Колыванские заводы. Всё это время он производил улучшения своего проекта паровой машины, новые чертежи отсылались в Петербург.
В 1830 году в Петровский завод из Читы перевели декабристов, где до этого в течение двух лет для них строили тюрьму. Поэтому к Петровскому заводу было приковано самое пристальное внимание со стороны властей. В апреле 1837 года Литвинова перевели в распоряжение управляющего Салаирским краем.
7 декабря 1843 года Степан Васильевич Литвинов, «состоя на службе, умер».
Все изобретения Литвинова остались на бумаге, и лишь некоторые — в моделях, давно утерянных. В 1947 году академик В. В. Данилевский, обнаружив в Ленинградском архиве чертежи паровой машины Литвинова, высоко оценил гений изобретателя и подтвердил, что Литвинов изобрёл действительно замечательную машину, не имевшую аналогов в мировой практике.